# Manuel Angiulli
Manuel Angiulli (26 juni 1995) is een Belgisch voetballer van Italiaanse afkomst die sinds medio 2021 onder contract staat bij Excel Moeskroen. Angiulli speelt als centrale verdediger.

## Clubcarrière

### Jeugd & Visé
Angiulli werd opgeleid bij RFC Luik en CS Visé. Anguilli maakte zijn debuut bij CS Visé op 28 april 2013 thuis tegen Excelsior Mouscron. Visé verloor 1-3, Anguilli mocht de volledige match spelen. Deze match had geen inzet meer voor Visé, zij konden zich niet meer plaatsen voor de promotie-eindronde en ook niet meer degraderen. Tijdens 2013-2014 mocht Anguilli wat meer matchen spelen, nog steeds geen al te groot getal (9) maar voor een 18-jarige valt dit mee.

### Alemania Aachen
Na 2013/2014 trok de 19-jarige Anguilli naar Alemannia Aachen, hier ging hij voor het tweede elftal van hen spelen. In 1 seizoen voor speelde hij 10 matchen voor hen. Na dat ene seizoen vertrok hij terug naar België.

### Royal Excelsior Virton
Anguilli speelde van 2015 tot 2018 voor Virton, in die tijd speelde hij 74 wedstrijden. Hij was niet altijd titularis maar speelde wel het merendeel van de matchen, toch verlengde Virton zijn contract niet omdat zijn eisen te groot waren. Op 14 oktober tekende hij echter een nieuw contract voor Virton, in de tussentijd trainde hij met RFC Seraing mee. Anguilli hoopte dat Frank Defays hem mee zou nemen naar Excelsior Mouscron in eerste klasse, dit gebeurde echter niet.

### CSM Politehnica Iași en MVV
Anguilli vertrok in juli 2020 naar het Roemeense CSM Politehnica Iași en speelde er drie wedstrijden. Anguilli verliet vervolgens in januari 2021 transfervrij naar MVV Maastricht waar hij een contract ondertekende op amateurbasis. Bij MVV speelde hij in dat half seizoen 10 wedstrijden waarin hij 1 doelpunt scoorde.

### Moeskroen
In de voorbereiding van het seizoen 2021/22 kreeg Angiulli aan de hand van een testperiode de kans om zich te bewijzen bij Excel Moeskroen. Na een succesvolle testperiode, waarin hij coach Enzo Scifo wist te overtuigen van zijn kwaliteiten, tekende hij op 28 juli 2021 een contract tot de zomer van 2023.   
1 Delavalée ·
2 Duplus ·
4 Gueye ·
6 Dekuyper ·
7 Tainmont ·
8 Bourdouxhe ·
9 Postolachi ·
10 Bakić ·
11 Mohamed ·
14 Faraj ·
15 Lepoint  ·
16 Mayoka-Tika ·
17 Dione ·
19 Vroman ·
20 Lucas ·
21 Gillekens ·
22 Bocat ·
24 Henry ·
25 Diandy ·
26 Silvestre ·
28 Angiulli ·
29 Badibanga ·
30 Carcela ·
32 Gnohéré ·
35 Mandanda ·
40 Simba ·
70 Tabekou ·
Myny ·
Giunta ·
Coach: Jeunechamps